# 勞埃德·K·加里遜
勞埃德·柯克漢·加里遜（Lloyd Kirkham Garrison，1897年11月19日—1991年10月2日）是一位美國律師。他曾擔任威斯康辛大学法学院院長，同時還當過國家勞工關係委員會主席、國家戰爭勞工委員會主席和紐約市教育委員會主席。他還擔任過擔任過美國司法部長的特別助理。

## 早年生活和教育
加里森生于纽约，他的曾祖父是美國廢奴主義者威廉·劳埃德·加里森，他的祖父是溫德爾·菲利普斯·加里森，曾經是《国家》（一本左翼政治與評論雜誌）的文學編輯。加里森還是孩子的時候，他的父親死於伤寒，因此加里森在很大程度上是由他的祖父溫德爾·菲利普斯·加里森撫養長大的。溫德爾·菲利普斯·加里森認識許多南北战争時代的廢奴主義者（弗雷德里克·道格拉斯經常來到加里森家中作客，所以溫德爾·菲利普斯·加里森認識他），所以溫德爾·菲利普斯·加里森經常跟年輕的勞埃德·K·加里遜講起19世紀美國人民爭取民權和自由的故事。勞埃德·K·加里遜畢業於聖保羅學校。他曾在哈佛學院就讀，但在1917年美國參加第一次世界大戰後休學入伍，並於1919年重返哈佛，1922年獲得哈佛頒發的學士學位，並獲得哈佛法学院的法律博士學位。